# Soyouz TM-6
Soyouz TM-6 est un vol avec équipage du vaisseau spatial Soyouz-TM soviétique Soyouz, lancé le 29 août 1988.

## Équipage
Décollage :
- Vladimir Liakhov (3)
- Valeri Poliakov (1)
- Abdul Ahad Mohmand (1) d'Afghanistan

Atterrissage :
- Vladimir Titov (3)
- Moussa Manarov (1)
- Jean-Loup Chrétien (2) de France

## Paramètres de la mission
- Masse   : 7 070 kg
- Périgée : 195 km
- Apogée  : 228 km
- Inclinaison : 51,6°
- Période : 88,7 minutes

## Points importants
6e expédition vers Mir.